# 上帝之怒行動
上帝之怒行動（羅馬化：Mivtza Za'am Ha'el；或譯、天怒行動、天誅行動、替天行道行動）是指在1972年慕尼黑慘案發生後，以色列政府授意其情報部門情報特務局（俗稱摩薩德）對慘案肇事方巴勒斯坦解放組織及黑色九月所做出的一連串隐蔽報復行動，該行動成功暗殺了多名巴勒斯坦解放組織高層成員，行動自1972年開始至約1979年結束。
這次行動改編為1986年電視電影《基甸之剑》和2005年電影《慕尼黑》。

## 背景
在1972年的慕尼黑慘案中，11名參賽的以色列運動員遭到来自巴勒斯坦的黑色九月組織綁架並被殺害。事件發生後，時任以色列總理的梅厄夫人決心要對方付出代價，她成立了「X委員會」，該委員會由少數官員組成，負責制定復仇計劃。負責人為國防部長摩西·达扬，阿哈龙·亚里夫將軍為其顧問，而情报机构摩薩德的局長兹维·扎米尔為行動負責人。
礙於當時的國內輿論及來自情報部門的壓力，梅厄夫人起初並不是很愿意开展暗殺行动。但慘案發生一個月後，恐怖份子又在慕尼黑劫挾了一架漢莎航空班機，要求釋放三名慕尼黑慘案中的倖存的恐怖份子，西德答應了其要求，這使得梅厄夫人的態度改變，決心開展行動。此次任務最高目標是將所有與製造慕尼黑慘案的有關人員一併一网打尽，這裡面也包括一些黑色九月和巴勒斯坦解放組織的高層成員，並避免傷及無辜。
這次行動的指揮官是邁克爾·哈拉里，行動地點主要在歐洲進行，因為黑色九月主要在歐洲招兵買馬。邁克爾·哈拉里在行動前與以色列政府脫離所有正式關係，他把行動總部選在巴黎，並挑選執行任務的特工，分成若干組，每組有兩小隊，一隊負責跟蹤、辨認及刺殺行動，另一隊負擔任後勤作業。

## 經過
1972年10月16日，在意大利羅馬，瓦埃勒·泽维特尔（Wael Zwaiter）在回家等電梯時，被兩名男子以貝瑞塔手槍所殺，身中11槍，沒有人聽到槍聲（相信是安裝了抑制器）。泽维特尔是利比亞駐義大利大使館的員工，同時是一名譯者，但真正身份是黑色九月駐意大利代表。
1972年12月8日，在法國巴黎，马赫穆德·哈姆沙里（Mahmoud Hamshari）在寓所中被炸傷，一個月後傷重不治。哈姆沙里是巴勒斯坦解放組織駐法發言人，由於工作關係，他常常需要接見記者。以色列特工於是瞄準機會，假扮成記者打電話約哈姆沙里採訪，於是記者、哈姆沙里及其家人便在一家咖啡店會面，与此同時另一批特工伺機潛進他的寓所，在電話安裝炸彈，只要哈姆沙里接起電話，炸彈保險便解除，遙控引爆。12月8日，特工看見哈姆沙里的妻子及女兒離開後，打電話給哈姆沙里問：「哈姆沙里博士？」對方回應：「是。」炸彈隨即引爆，由於炸彈的威力不夠強大，他在醫院掙扎了一個月後才離世。
1973年1月24日，在賽普勒斯尼科西亞，奧林匹亞飯店發生爆炸，侯赛因·阿巴德·希尔（Hussein Abd el Hir，亦作Hussein Al Bashir）被當場炸死。他是法塔赫駐塞浦路斯代表，與苏联的國家安全委員會（KGB）有緊密聯繫。特工預先在希尔的房間床下安裝炸彈，只要他躺在床上，炸彈保險便解除。當天晚上，同樣進駐在該飯店的特工確認希尔已在床上後，便引爆炸彈。經過暗杀哈姆沙里的經驗後，這次炸彈威力強大，撼動整家飯店。
1973年4月6日，巴黎，巴西尔·库拜西（Basil al-Kubaissi）在回家途中被特工槍殺。他是贝鲁特美国大学法學教授，同時亦是巴解成員，為黑色九月提供武器。
1973年4月9日，黎巴嫩貝魯特，展開青春之泉行動，身穿便服的以色列國防軍部隊以水路抵達貝魯特海岸，然後由早已部署好的特工載他們到目的地，殺入巴解總部，三名巴解骨幹阿布·尤社夫（Abu Youssef）、卡邁勒·阿德萬（Kamal Adwan），和卡邁勒·納賽爾（Kamal Nasser）相繼倒下，整個行動不消30分鐘就完成。
1973年4月11日，接替侯赛因·阿巴德·希尔的扎伊德·穆夏希（Zaiad Muchasi）在雅典的酒店被炸死，另外兩名重要性較低的黑色九月成員亦在羅馬受傷。
1973年6月28日，巴黎，解放巴勒斯坦人民阵线駐歐洲首領的穆罕默德·布迪亚（Mohammad Boudia）在自己的車內被炸死。當他坐在座位時，重力解除了炸彈的保險，特工遥控引爆炸彈。

### 暗殺阿里·哈桑·萨拉梅
殺害阿里·哈桑·萨拉梅的過程十分漫長，他是黑色九月的重要領導人之一，策劃慕尼黑慘案及其它恐怖襲擊。1973年，特工確定萨拉梅身處挪威利勒哈默爾後，便啟程前往展開行動。7月21日，摩薩德特工跟蹤目標人物，當時目標人物與一名金髮女子離開電影院。他們兩人正在回家的路上，埋伏已久的特工立即跳出車外，向目標人物開槍，但才發現目標人物並非薩拉梅，而是一名摩洛哥籍侍應阿瑪德·布戚基（Ahmed Bouchiki），他當場倒臥在懷孕的妻子旁，特工迅速逃離現場，而阿瑪德·布戚基不久後死亡。事後六名特工被挪威警方拘捕，其中一人因證據不足獲釋，其餘五人被判監一年至五年半，另外九名特工包括哈拉里成功逃離挪威，這便是利勒哈默爾暗殺事件。
1974年1月，特工收到情報，指出萨拉梅將會在瑞士與與巴解領袖在一家教堂會面。兩名特工進入教堂，看見三名外表像是阿拉伯人的男子，便二話不說開槍幹掉他們，之後在教堂內搜尋萨拉梅但無果，便立即收隊離開現場。
不久之後，三名特工前往倫敦與提供阿里·哈桑·萨拉梅情報的線人會面，但線人並沒有在預定時間出現。特工懷疑自己被監視，之後一名特工在飯店房間被槍殺。一個月後摩薩德找到那名女殺手身處阿姆斯特丹，1974年8月21日住所附近被特工所殺。那名女刺客是約聘來的槍手，沒有人知道是誰聘請她暗殺那名特工。
之後哈拉里要求立即終止萨拉梅的追殺行動，但隊員不從。情報指出萨拉梅身處塔里法的屋內，於是三名特工啟程前往，當他們接近該房屋時，被一名阿拉伯人守衛發現並舉起AK-47，他隨即被殺，而行動亦不得不終止。
新總理梅纳赫姆·贝京在1977年上任後，決定重啟行動，殺害名單中的生還者。摩薩德招攬了一名英國籍女特工，化名艾丽卡·钱伯斯接近萨拉梅。钱伯斯到達中東參加巴勒斯坦難民的慈善活動，查探萨拉梅的每日行程，並成功與他會面。1979年1月22日，萨拉梅坐在兩架雪佛兰旅行車前往參加里兹克母親的生日派對，而钱伯斯則在旅途路上的一輛汽車安放炸彈，當萨拉梅的座駕經過時便遙控引爆。下午15時35分，雪佛兰旅行車經過钱伯斯的汽車，钱伯斯立即引爆車內的炸彈，萨拉梅的四名保鑣和四名行人當場炸死，萨拉梅本人亦身受重傷。薩拉梅被送到贝鲁特美国大学附屬醫院搶救，下午16時03分不治。此次行動導致另外18名無辜人士受傷，钱伯斯亦消聲匿跡。

## 回應
以色列的暗殺行動引起黑色九月一連串報復行為。1972年10月，數以十計的郵包炸彈從阿姆斯特丹寄到世界各地，其中一封是到以色列駐英國大使館，參事阿米·沙紹里（Ami Shachori）被炸死。1973年1月23日馬德里，一名摩薩德探員在街上行走時被黑色九月成員所殺，以報復希尔的死。3月1日喀土穆，8名巴勒斯坦民兵闖入沙地阿拉伯駐蘇丹領事館，釋放了大部份人後，只留下人質——美國領事克利奧·諾埃爾（Cleo A. Noel, Jr.）、領事團副團長喬治·科提斯·摩尔（George Curtis Moore）和比利時代理領事居伊·艾德（Guy Eid），然後開槍射殺。7月1日美國马里兰州，约瑟夫·阿隆（Yosef Alon）上校被殺。8月5日，兩名巴勒斯坦民兵在雅典機場開槍，導致3名以色列旅客死亡及55人受傷。
黑色九月發現梅爾夫人將於1973年月1日與教宗保祿六世在羅馬會面，認為是暗殺梅爾夫人的好機會。薩拉馬計劃用飛彈攻擊梅爾夫人飛往羅馬的專機，不但能清除梅爾夫人，同時亦可順便掃除一些以色列閣員。為了分散摩薩德視線，他們在1972年12月28日劫持了以色列駐泰國大使館，要求以色列釋放36名巴勒斯坦囚犯。以方曾打算進行攻堅行動，但因位處東南亞而放棄，最終答應恐怖份子的要求，釋放囚犯及讓劫持者安全離開。黑色九月欲暗殺梅爾夫人的計劃被發現，茲維·扎米爾破解了黑色九月的暗號，摩薩德特工及意大利警方包圍了羅馬-菲烏米奇諾機場，大肆搜查，其中一名特工發現一輛貨車停泊在航路附近，要求車上的人下車接受檢查，車內兩名民兵開火，以色列方面予以還擊，雙方都有人員受傷。最終警方在Reev車內發現了六枚飛彈。

## 備註
1. ↑  該希伯來語詞彙由行動（מבצע；Mivtza）、憤怒（זעם；Za'am）、上帝／天神（האל；Ha'el）三個詞構成，故直譯為「上帝之怒行動」。